# 克拉拉·伊梅瓦尔
克拉拉·伊梅瓦尔（德語：Clara Helene Immerwahr，1870年6月21日—1915年5月2日），德国猶太裔女性化学家，德國首位取得化学博士學位的女性，其夫為德國著名化學家、1918年諾貝爾獎化學獎弗里茨·哈伯。其婚後為活躍的女權及反戰人士，因丈夫提倡化學武器使用而導致夫妻政見相左，更曾於反戰團體中公開斥責其毒氣戰暴行泯滅人性，最終亦因此自殺向夫死諫。

## 早年生活及教育
克拉拉·伊梅瓦尔是菲利普·伊梅瓦尔（Philipp Immerwahr）和安娜·克羅恩（Anna Krohn）最小的女兒，父親是化學家。克拉拉·伊梅瓦尔在布雷斯劳大學求學，在理查德·阿貝格指导下取得化學博士學位，學位論文是《汞、銅、鉛、鎘和鋅等微溶性鹽類對溶解度的影響》（Beiträge zur Löslichkeitsbestimmung schwerlöslicher Salze des Quecksilbers, Kupfers, Bleis, Cadmiums und Zinks）。她是弗羅茨瓦夫大學第一位女性的博士，並獲得「指定優等生」。

## 婚姻及工作

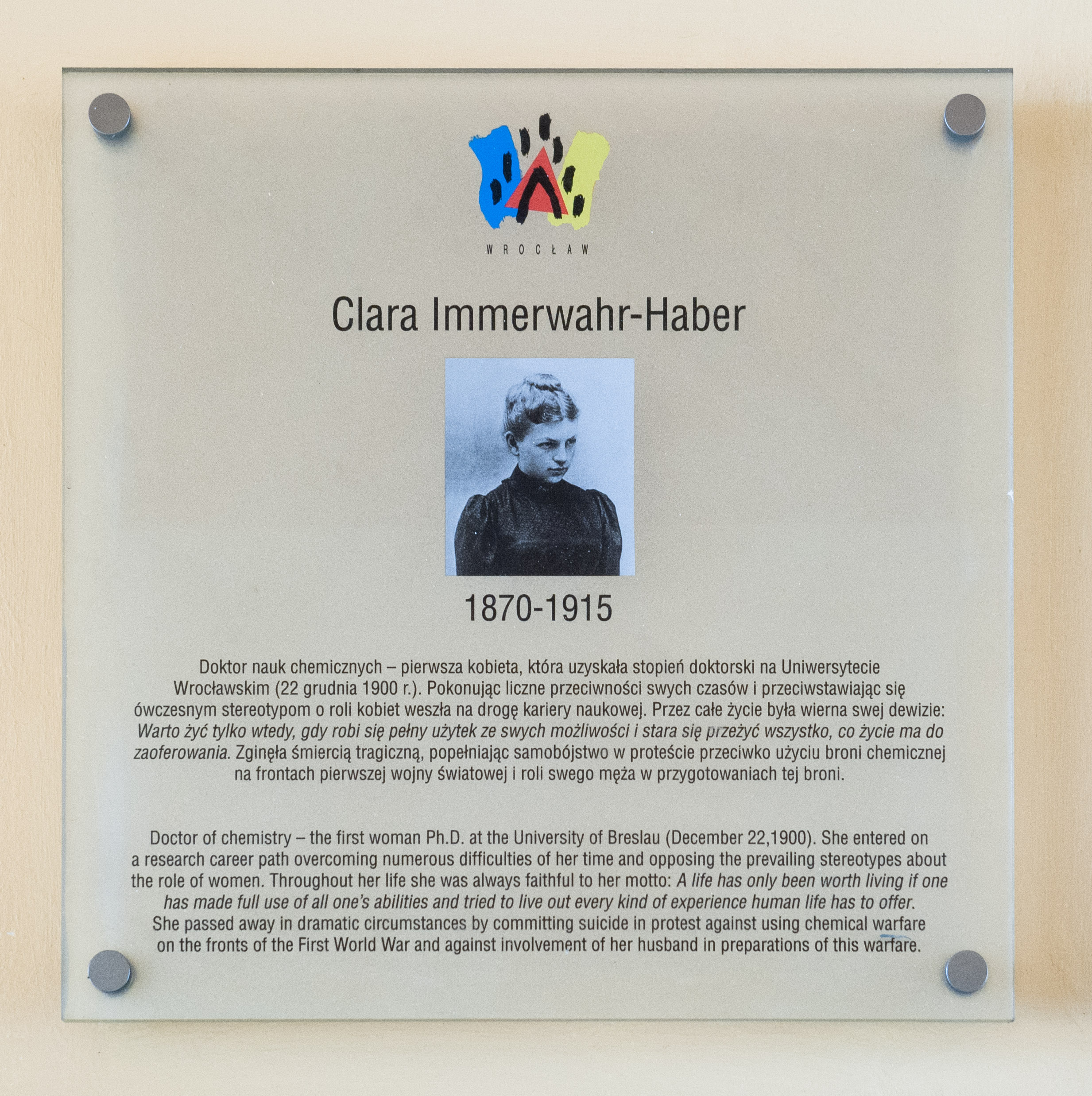
布雷斯劳大学（现弗罗茨瓦夫大学）的纪念牌

克拉拉·伊梅瓦尔在1901年和弗里茨·哈伯結婚，克拉拉出生於猶太家庭，在1897年改信基督教。
由於當時社會的性別角色認定已婚女性主要的職責是在家中，因此克拉拉在婚後無法參與研究，她轉而無償的支持弗里茨·哈伯的工作，將他的作品翻譯為英文。在1902年克拉拉生下了赫爾曼·哈伯（Hermann Haber, 1902-1946），這也是弗里茨和克拉拉婚姻中唯一的子女。
克拉拉曾向一個朋友傾訴她的附屬地位：
人要可以完全發揮他的能力，試圖去活出每一種人類生活提供的體驗，這樣的生活才有意義，才值得。正是在這樣的衝動之下，我那時候決定結婚。我從生活得到的很少……主要的原因是弗里茨壓制性的將他自己放在家庭和婚姻的第一順位。因此一個比較不會無情自我張揚的人格，就這様被摧毀了。

## 死亡

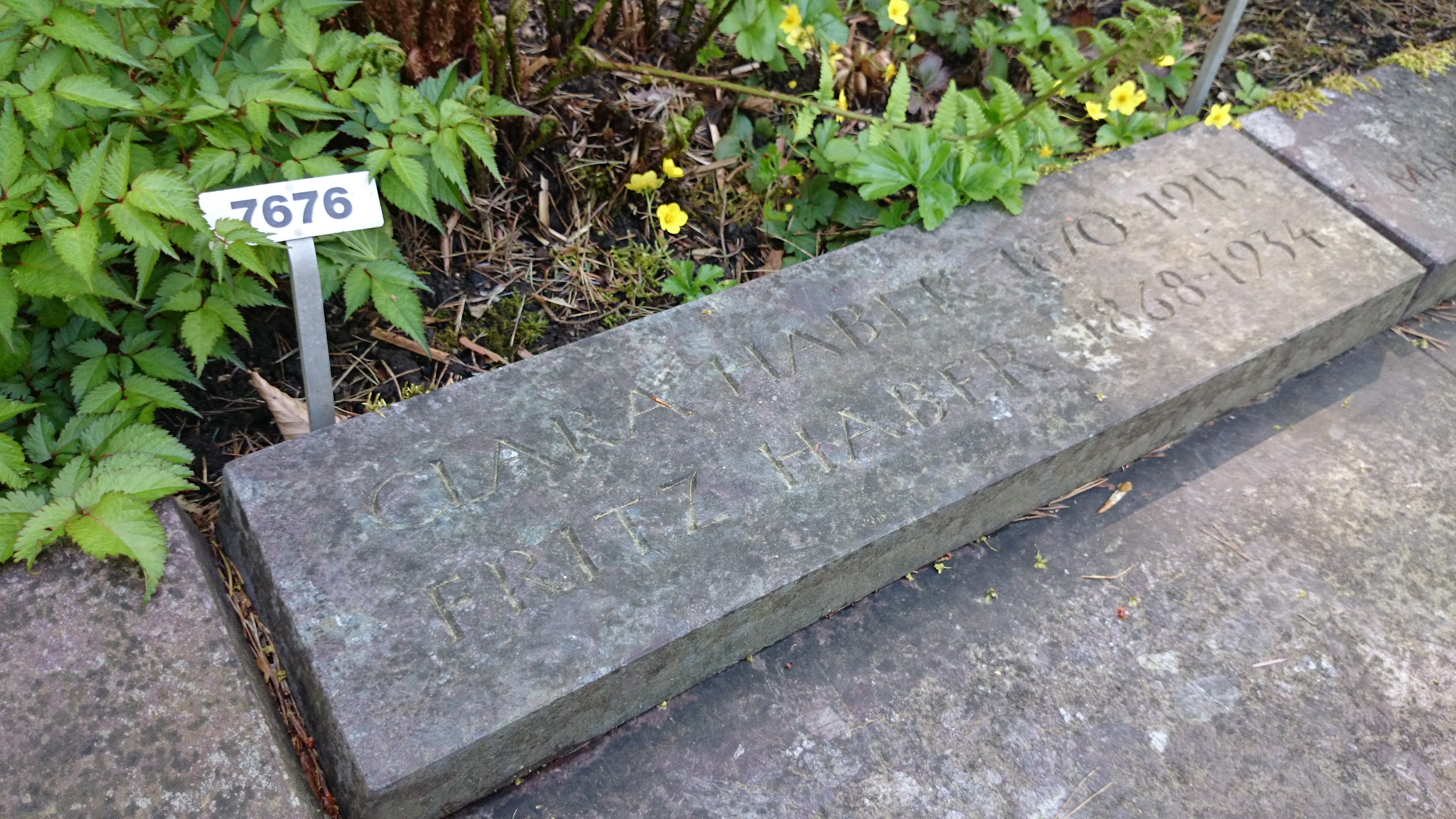
弗里茨·哈伯和克拉拉·伊梅瓦尔的墳墓，位在瑞士的巴塞爾

克拉拉於婚後無法再參與曠日費時的學術研究，但於淡出學術圈後改為開始活躍於時間較為自由的社運圈。其作為女權及反戰分子非常反對丈夫提倡化學武器，更曾於反戰團體中公開斥責其毒氣戰暴行泯滅人性，導致夫妻之間失和婚姻關係緊張。1915年4月22日，哈伯親赴比利時伊普爾督導施放氯氣，拉開第二次伊普爾戰役的序幕並成為了人類史上首次的大規模殺傷性武器使用。哈伯的毒氣當日即斃傷七千餘名英法官兵，震動全歐，哈伯因此凱旋歸國、獲晉上尉軍銜及軍部到府舉辦官方慶功宴，但亦因此將反戰的妻子情緒迫至崩潰邊緣。5月1日晚上宴會過後，兩夫妻大吵一架，哈伯依然堅持愛國立場紋絲不動，克拉拉最終因此情緒崩潰，寫下遺書並於丈夫睡著後盜走其魯格配槍，走到花園死諫抗議、飲彈自盡。哈伯發現妻子自殺後，翌日仍忍痛盡忠職守，繼續原定行程奔赴東歐前線督導毒氣施放，將妻子後事留給兒子處理。她的自殺仍有許多細節不明，消息沒有登在報紙上，也沒有驗屍。
弗里茨·哈伯最终逃离纳粹德国，在1934年病逝于瑞士巴塞尔，他和克拉拉·伊梅瓦尔的骨灰埋在巴塞爾的墓園中。他的兒子赫爾曼·哈伯移居到美國，但因為父親從事化學武器的不光彩記錄，在1946年自殺。哈伯和第二任妻子的兒子路德維希·弗里茨·哈伯在1986年出版了一本有關毒氣歷史的書《毒霧》（The Poisonous Cloud）。

## 外部連結
- Short biography of Clara Immerwahr （页面存档备份，存于）
- Clara Immerwahr Award launched by UniCat in 2011 （页面存档备份，存于）